# ГМ-70
ГМ-70 — электронная лампа, разработанная и производимая в СССР.
Назначение: усиление мощности низкой частоты в схемах модуляторов радиопередатчиков и в трансляционных усилителях.

## Конструктивные особенности
- Тип электродной системы — триод
- Накал — прямой
- Цоколь — специальный
- Оформление — стеклянное
- Аноды ламп изготавливались из различных материалов — меди, стали или графита.

## Характеристики лампы
| Параметр                            | Значение |
| ----------------------------------- | -------- |
| Напряжение накала, В                | 20       |
| Ток накала, А                       | 3        |
| Напряжение на аноде номинальное, В  | 850      |
| Ток анода номинальный, мА           | 120      |
| Напряжение на аноде максимальное, В | 1650     |
| Ток анода максимальный, мА          | 800      |
| Крутизна характеристики, мА/В       | 6,7      |
| Внутреннее сопротивление, Ом        | 900      |
| Коэффициент усиления                | 6        |

## Цоколевка
2-3 — катод прямого накала, 7 — сетка, 5 — анод

## Применение
Лампа применялась в радиопередатчиках коротковолнового диапазона амплитудной модуляции для управления уровнем выходного сигнала путём изменения напряжения на аноде выходной генераторной лампы (анодная модуляция).
Лампа применялась также в трансляционных усилителях, например ТУ-5-3.

## Самодельные конструкции
Лампа нашла широкое применение в самодельных конструкциях усилителей низкой частоты как концертного назначения, так и предназначенных для высококачественного звуковоспроизведения (см. Ламповый звук).
Преимущества лампы: , высокая выходная мощность (до 25 Вт в классе А, до 40 Вт в классе А2 и до 170 Вт в классе В2), линейные вольт-амперные характеристики.

## Прозвища лампы
«Гравицаппа» — возможно, за внешнее сходство с гравицаппой из фильма «Кин-Дза-Дза!».
«Королева триодов» — названа радиолюбителями за высокую мощность и линейность характеристики, а также за внешнюю красоту.